# Џон Баскервил
Џон Баскервил (енгл. John Baskerville; Волверли (Вустершир), 28. јануар 1706 — Бирмингем, 8. јануар 1775) био је енглески и европски штампар и словорезац.

## Живот
Рођен је 1706. године у Волверлеју, Вустершир,  Енглеска. Био је слуга у свештеничкој кући, где су препознали његов таленат, и послали га да учи писање.  Са двадесет  година био је учитељ писања у Бирмингему, и бавио се натписима који су стајали на надгробним плочама и споменицима. Значајно богатство стекао је бавећи се производњом споменика и техником јапанског лакирања. Био је члан Краљевског друштва уметности.

## Рад
У Хилу је купио имање, и тамо је почео да црта и реже слова. Слова која је дизајнирао, испробавао је у Бирмингенској словоливници, основаној 1752. године. Прво дело штампано његовим словима (антиква) које му је донело славу  било је издање Pubilii Virgilli Maronis Bucolica, Georgica et Aenesis, 1757.године. Године 1758.  Штампа издање Изгубљени Рај Џона Милтона, Бесног Орланда Лодовика Ариоста 1793.године, и дела других писаца (Хорација, Јувенала).   Баскервил је користио лепо писмо, квалитетну хартију, што је његову штампу чинило изузетном. Уздигао је националну типографију на висок ниво. 

### Успон
Године 1758. Баскервил је добио понуду од Оксфордског универзитета да осмисли, изреже и излије грчка слова. Добио је и понуду да буде универзитетски државни штампар у Кембриџу, где је и радио као штампар од 1758. до 1766.године. Издање Библије (1763)  се сматра његовим ремек-делом. Објавио је посебно лепо издање Хорација 1762. године; успех другог издања (1770) подстакао га је да изда серију издања латинских аутора. Током своје каријере издао је приближно још 90 дела, дизајнирао и изрезао 9 курзивних и 13 антиква писама. Баскервила су подржавали словорезачи као што су Дидо и Бодони.

## Период након Баскервилове смрти
Џон Баскервил умро је 8. јануара 1775. године, у Изи Хилу, Бирмингем. Након Баскервилове смрти, године 1779. његове матрице и целокупан  пословни материјал откупљује  познати француски писац Бомарше. Након Бомаршеове смрти, његова ћерка  Долари продаје 1818. године материјал Пјер Дидоу Старијем. Пјер Дидо тај материјал оставља сину Жилу Дидоу. 
Каснија судбина матрица није позната до 1953. године када су представљени на Универзитету Кембриџ.

### Његова писма данас
Баскервил фонт је оживео, а његова јасноћа и уравнотеженост га чине добрим за читање. Баскервил је конструисао оригиналне писмовне облике који се и данас употребљавају.Од 1924. године његово писмо названо баскервил  користи се у многим словоливницама и код произвођача писаћих машина.
Baskerville је савремена прелазна антиква израђена по узору на Баскервилово писмо. Први пут ово писмо израдила је словоливница  ATF, а потом и словоливнице Бауер, Стемпел (енгл. Stempel) (1926) и друге.
Баскервил је своје писмо које је било заобљено и грациозно, комбиновао са великим маргинама и релативно широким размацима између слова.

## Галерија
- Баскервилово издање Библије
- Pubilii Virgilli Maronis Bucolica, Georgica et Aenesis
- Изгубљени Рај Џона Милтона